# Thrichomys pachyurus
Thrichomys pachyurus és una espècie de mamífer rosegador de la família de les rates espinoses. Viu al Paraguai i a l'oest del Brasil. Els seus hàbitats naturals són la vegetació oberta del cerrado i les zones de transició entre els boscos i els herbassars. És una espècie en risc mínim, és a dir, no sembla que hi hagi cap amenaça significativa per a la seva supervivència.